# Главно командване на Вермахта
Главно командване на Вермахта (на немски: Oberkommando der Wehrmacht, съкратено OKW), известно още като ОКВ, е най-висшата част от командната структура на Въоръжените сили на Германия през Втората световна война. Създадено през 1938 г., ОКВ заменя Имперското министерство на отбраната и осъществява номинален надзор над Главното командване на войските, Главното командване на Кригсмарине и Главното командване на Луфтвафе.
Съперничеството с Главното командване на войските попречва на ОКВ да се превърне в обединен Генерален щаб с ефективна командна йерархия. Все пак, ОКВ спомага за координацията между трите въоръжени сили. В хода на войната, ОКВ получава все повече и повече оперативни правомощия. То е подчинено на главнокомандващия на Вермахта, Адолф Хитлер. Към 1942 г. Главното командване е отговорно за всички театри на военни действия, с изключения на Източния фронт. Въпреки това, Хитлер манипулира системата, за да не позволи на никой командир да заеме доминираща роля при вземането на решенията. Тази техника на „разделяй и владей“ подпомага повечето военни решения да се вземат лично Хитлер.

## Образуване
Главното командване на Вермахта е образувано с указ от 4 февруари 1938 г. след аферата Бломберг-Фрич, която довежда до освобождаването на началника на Имперското министерство на отбраната и главнокомандващия на Вермахта, генералфелдмаршал Вернер фон Бломберг. Хитлер разпуска министерството и го заменя с ОКВ, оглавявано от генерал Вилхелм Кайтел. Въпреки това, всички висши командири на въоръжените сили поддържат пряк контакт с Хитлер, което им позволява да заобикалят командването на Кайтел. Назначенията в ОКВ и мотивите зад реорганизацията се считат за ход на Хитлер, целящ консолидиране на властта му като фюрер и райхсканцлер.

## Дейност
Официално, Главното командване на Вермахта служи като военен генерал щаб на Третия райх и координира действията на армията, военноморските сили и военновъздушните сили. На практика, ОКВ играе ролята на личен военен щаб на Хитлер, който превежда идеите му във военни заповеди към трите въоръжени сили. С напредването на войната, ОКВ упражнява все по-голям пряк контрол над военните формирования, особено на Западния фронт. Върховното командване на Източния фронт обаче се упражнява от Главното командване на войските (ОКХ). Едва на 28 април 1945 г. (два дни преди смъртта на Хитлер) фюрерът поставя Главното командване на войските под управлението на Главното командване на Вермахта.
Нагласяването на различни части от нацистката бюрокрация да си съперничат за неговата благосклонност в области, в които администрацията им се припокрива, е стандартна тактика, използвана от Хитлер, за да затвърждава авторитета си. Така се заражда и съперничество между ОКВ и ОКХ. Тъй като повечето операции през войната се провеждат от сухопътните войски (с подкрепа от страна на Луфтвафе), ОХК изисква да поеме командването над всички германски въоръжени сили. Въпреки това, Хитлер решава да даде това правомощие на ОКВ. Единствено на Източния фронт ОКХ запазва властта си. Все пак, тъй като това е най-важният фронт за германските въоръжени сили, ОКХ все още е влиятелна структура, особено когато на 19 декември 1941 г. самият Хитлер наследява Валтер фон Браухич като главнокомандващ на ОКХ по време на битката за Москва.
ОКВ ръководи военните операции на Западния фронт, в Северна Африка и в Италия. През цялата война, ОКВ е ръководено от Кайтел, който докладва лично пред Хитлер.
След войната, на Нюрнбергските процеси ОКВ е обвинено, но оправдано като престъпна организация. Въпреки това, Вилхелм Кайтел и началникът на оперативния щаб Алфред Йодъл са осъдени на смърт чрез обесване.